# Zapasy na Letnich Igrzyskach Olimpijskich 1972 – kategoria do 100 kg w stylu wolnym
Zmagania mężczyzn do 100 kg to jedna z dziesięciu męskich konkurencji w zapasach w stylu wolnym rozgrywanych podczas Letnich Igrzysk Olimpijskich 1972. Pojedynki w tej kategorii wagowej odbyły się w dniach 27 – 31 sierpnia.

## Zasady[1]
Punktacja opierała się na systemie "złych punktów karnych". Zwycięzca otrzymywał zero punktów za wygraną przez "tusz" (łopatki) lub dyskwalifikację; pół punktu za przewagę techniczną, a jeden za zwycięstwo na punkty. Dwa punkty przyznawano za remis, a dwa i pół za remis i pasywność. Za porażkę na punkty zawodnik otrzymywał trzy punkty. Przegrana przez przewagę techniczną skutkowała 3,5 punktami karnymi, a za łopatki lub dyskwalifikację przyznawano 4 punkty karne. Uzyskanie sześciu lub więcej punktów eliminowało zapaśnika z turnieju. Najlepsza trójka walczyła w rundzie finałowej.

## Klasyfikacja[2]
| Pozycja | Nazwisko               | Kraj              |
| ------- | ---------------------- | ----------------- |
| 1       | Iwan Jarygin           | ZSRR              |
| 2       | Chorloogijn Bajanmönch | Mongolia          |
| 3       | József Csatári         | Węgry             |
| 4       | Wasił Todorow          | Bułgaria          |
| 5       | Enache Panait          | Rumunia           |
| 6       | Ryszard Długosz        | Polska            |
| 7       | Abolfazl Anwari        | Iran              |
| 8       | Julio Tamussin         | Włochy            |
| 9       | Harry Geris            | Kanada            |
| 9       | Alfons Hecher          | RFN               |
| 11      | Bruno Jutzeler         | Szwajcaria        |
| 12      | Henk Schenk            | Stany Zjednoczone |
| 13      | Gerd Bachmann          | NRD               |
| 13      | Karel Engel            | Czechosłowacja    |
| 15      | Shizuo Yada            | Japonia           |
| 15      | Robert N’Diaye         | Senegal           |
| 17      | Alaattin Yıldırım      | Turcja            |

## Wyniki

### Pierwsza runda[3]
| Zwycięzca              | Punkty karne | Wynik     | Przegrany      | Punkty karne |
| ---------------------- | ------------ | --------- | -------------- | ------------ |
| Wasił Todorow          | 1            | Na punkty | Gerd Bachmann  | 3            |
| Iwan Jarygin           | 0            | Łopatki   | Bruno Jutzeler | 4            |
| Harry Geris            | 0            | Łopatki   | Shizuo Yada    | 4            |
| Enache Panait          | 0            | Łopatki   | Robert N’Diaye | 4            |
| Abolfazl Anwari        | 1            | Na punkty | Karel Engel    | 3            |
| Chorloogijn Bajanmönch | 1            | Na punkty | Alfons Hecher  | 3            |
| József Csatári         | 1            | Na punkty | Henk Schenk    | 3            |
| Ryszard Długosz        | 1            | Na punkty | Julio Tamussin | 3            |
| Alaattin Yıldırım      | 0            | Bez walki |                |              |

### Druga runda[4]
| Zwycięzca              | Punkty karne | Wynik     | Przegrany         | Punkty karne |
| ---------------------- | ------------ | --------- | ----------------- | ------------ |
| Wasił Todorow          | 1            | Łopatki   | Alaattin Yıldırım | 4            |
| Iwan Jarygin           | 0            | Łopatki   | Gerd Bachmann     | 7            |
| Bruno Jutzeler         | 4            | Łopatki   | Shizuo Yada       | 8            |
| Enache Panait          | 1            | Na punkty | Harry Geris       | 3            |
| Abolfazl Anwari        | 1            | Łopatki   | Robert N’Diaye    | 8            |
| Chorloogijn Bajanmönch | 1            | Łopatki   | Karel Engel       | 7            |
| Alfons Hecher          | 4            | Na punkty | Henk Schenk       | 6            |
| József Csatári         | 1            | Łopatki   | Ryszard Długosz   | 5            |
| Julio Tamussin         | 3            | Bez walki |                   |              |

### Trzecia runda[5]
| Zwycięzca              | Punkty karne | Wynik       | Przegrany       | Punkty karne |
| ---------------------- | ------------ | ----------- | --------------- | ------------ |
| Wasił Todorow          | 1,5          | Przewaga    | Julio Tamussin  | 6,5          |
| Iwan Jarygin           | 0            | Łopatki     | Harry Geris     | 7            |
| Enache Panait          | 1            | Łopatki     | Bruno Jutzeler  | 8            |
| Chorloogijn Bajanmönch | 1            | Łopatki     | Abolfazl Anwari | 5            |
| József Csatári         | 2            | Na punkty   | Alfons Hecher   | 7            |
| Ryszard Długosz        | 5            | Bez walki   |                 |              |
| Alaattin Yıldırım      |              | Wycofał się |                 |              |

### Czwarta runda[6]
| Zwycięzca              | Punkty karne | Wynik     | Przegrany       | Punkty karne |
| ---------------------- | ------------ | --------- | --------------- | ------------ |
| Wasił Todorow          | 3,5          | Remis     | Ryszard Długosz | 7            |
| Iwan Jarygin           | 0            | Łopatki   | Abolfazl Anwari | 9            |
| Chorloogijn Bajanmönch | 1            | Łopatki   | Enache Panait   | 5            |
| József Csatári         | 2            | Bez walki |                 |              |

### Piąta runda[7]
| Zwycięzca              | Punkty karne | Wynik     | Przegrany     | Punkty karne |
| ---------------------- | ------------ | --------- | ------------- | ------------ |
| József Csatári         | 2            | Łopatki   | Wasił Todorow | 7,5          |
| Iwan Jarygin           | 0            | Łopatki   | Enache Panait | 9            |
| Chorloogijn Bajanmönch | 1            | Bez walki |               |              |

### Runda finałowa[8]
| Zwycięzca              | Punkty karne | Wynik     | Przegrany              | Punkty karne |
| ---------------------- | ------------ | --------- | ---------------------- | ------------ |
| Chorloogijn Bajanmönch | 2            | Na punkty | József Csatári         | 5            |
| Iwan Jarygin           | 0            | Łopatki   | Chorloogijn Bajanmönch | 6            |
| Iwan Jarygin           | 0            | Łopatki   | József Csatári         | 9            |